# Shōgo Nakahara
Shōgo Nakahara (jap. 中原 彰吾, Nakahara Shōgo; * 19. Mai 1994 in Sapporo, Präfektur Hokkaido) ist ein japanischer Fußballspieler.

## Karriere
Shōgo Nakahara erlernte das Fußballspielen in der Jugendmannschaft von Hokkaido Consadole Sapporo. Hier unterschrieb er 2013 auch seinen ersten Profivertrag. Der Verein aus Sapporo, einer Stadt in der Präfektur Hokkaidō, spielte in der zweithöchsten Liga des Landes, der J2 League. Von 2014 bis 2015 spielte er neunmal in der J.League U-22 Selection. Diese Mannschaft, die in der dritten Liga, der J3 League, spielte, setzte sich aus den besten Nachwuchsspielern der höherklassigen Vereine zusammen. Das Team wurde mit Blick auf die Olympischen Sommerspiele 2016 in Rio de Janeiro gegründet. Die Auswahl der Spieler erfolgte auf wöchentlicher Basis aus einem Pool, für den jeder Verein förderungswürdige Talente benennen konnte; die Zusammensetzung der Mannschaft variierte daher sehr stark von Spiel zu Spiel. 2016 wurde er mit Sapporo Meister der zweiten Liga und stieg in die erste Liga auf. 2017 wechselte er auf Leihbasis zum Ligakonkurrenten Gamba Osaka nach Suita. Die U23-Mannschaft des Vereins spielte in der dritten Liga, der J3 League. In der U23 kam er 18-mal zum Einsatz. Für die erste Mannschaft stand er dreimal in der ersten Liga auf dem Spielfeld. Die Saison 2018 spielte er ebenfalls auf Leihbasis beim Erstligaaufsteiger V-Varen Nagasaki in Nagasaki. Am Ende der Saison musste der Verein wieder den Weg in die Zweitklassigkeit antreten. Mitte 2019 verließ er Sapporo. Ende Juli unterschrieb er einen Vertrag beim Erstligisten Vegalta Sendai in Sendai. Am Saisonende 2021 belegte er mit Sendai den neunzehnten Tabellenplatz und musste in zweite Liga absteigen. Nach dem Abstieg verließ er den Verein und schloss sich dem Drittligisten SC Sagamihara an.

## Erfolge
Hokkaido Consadole Sapporo
- J2 League: 2016  ▲